# حزب بایرن
حزب باواریا (به آلمانی: Bayernpartei) حزبی سیاسی است که در ایالت باواریا در جنوب آلمان فعالیت می‌کند.
این حزب در ۱۹۴۶ تأسیس شده‌است و خود را «میهن‌پرست باواریایی» می‌داند و طرفدار استقلال باواریا درون اتحادیه اروپا است. این حزب را می‌توان به همراه اتحادیه سوسیال مسیحی به عنوان نیای حزب مردم باواریا که پیش از جنگ جهانی دوم وجود داشت دانست. این حزب ابتدا در دههٔ ۴۰ و ۵۰ موفقیت‌هایی داشت اما امروز تا حدود زیادی محبوبیت خود را از دست داده‌است.
این حزب هنوز موجود است اما از سال ۱۹۶۲ به این سمت نماینده‌ای به پارلمان ایالتی باواریا نفرستاده‌است.
رئیس کنونی حزب آندراس ستله است.